# Од сваког према способностима, свакоме према потребама
Од сваког према способностима, свакоме према потребама je комунистички слоган који је популарисао Карл Маркс у својој Критици готског програма 1875. године. Ова фраза садржи идеју да ће у комунистичком систему, свако доприносити (производити) најбоље што може у складу са својим способностима, а приликом расподеле, свако ће добијати у складу са својим потребама.
Ова идеја је временом наишла на своју теоретску и практичну критику.